# 娘毛先
娘毛先（1953年—），青海同仁人，藏族，中华人民共和国政治人物、第十二届全国人民代表大会青海地区代表。
毕业于青海医学院医疗系医疗专业。担任青海省黄南藏族自治州人民医院妇产科主任。2008年起担任全国人大代表。2013年，担任全国人大代表。